# فالنشتاين (دوبلن)
فالنشتاين (بالألمانية: Wallenstein) رواية تاريخية للأديب الألماني ألفرد دوبلن، نُشرت للمرة الأولى في العام 1920. تدور أحداث الرواية في أوروبا الوسطى خلال فترة حرب الثلاثين عاماً، محور الرواية حول شخصيتين الأولى فرديناند الثاني وهو إمبراطور روماني مقدس والقطب الآخر ألبرشت فون فالنشتاين العسكري الذي خدم فرديناند الثاني. منهج تصوير دوبلن للحرب كان مختلفاً عن غيره في ذلك الوقت، حيث لم يصورها باعتبار أنها في المقام الأول حرب دينية، وإنما نتيجةً لعوامل سياسية ومالية ونفسية. ورأى دوبلن تشابها كبيراً بين حرب الثلاثين عاماً والحرب العالمية الأولى التي عاصرتها الرواية. تعتبر رواية فالنشتاين من بين الروايات التاريخية الأكثر ابتكاراً وأهمية في الأدب الألماني.

## وصلات خارجية
| - فالنشتاين، على كتب جوجل. - فالنشتاين، على أرشيف الإنترنت. - فالنشتاين، على مشروع جوتنبرج. - فالنشتاين، على الفهرس العالمي. | - فالنشتاين، على موقع أمازون. - فالنشتاين، على جود ريدز. - فالنشتاين، على مكتبة جامعة هارفارد. - فالنشتاين، على مكتبة جامعة ميشيغان. |  |